# Pomos
Pomos (griechisch Πωμός) ist eine Gemeinde im Bezirk Paphos in der Republik Zypern. Bei der Volkszählung im Jahr 2021 hatte sie 450 Einwohner.
Auf dem Verwaltungsgebiet befindet sich das Dorf Paliambela.

## Name
Das Dorf existierte im Mittelalter unter genau demselben Namen und ist auf alten Karten als Pomo verzeichnet. Man nimmt an, dass der Ortsname einen altgriechischen Ursprung hat und vom Wort „Altar“ (griechisch βωμός vomos) kommt. Sehr wahrscheinlich gab es in der Antike in der Gegend einen Tempel oder eine Moschee einer Gottheit mit einem berühmten Altar.

## Lage und Umgebung

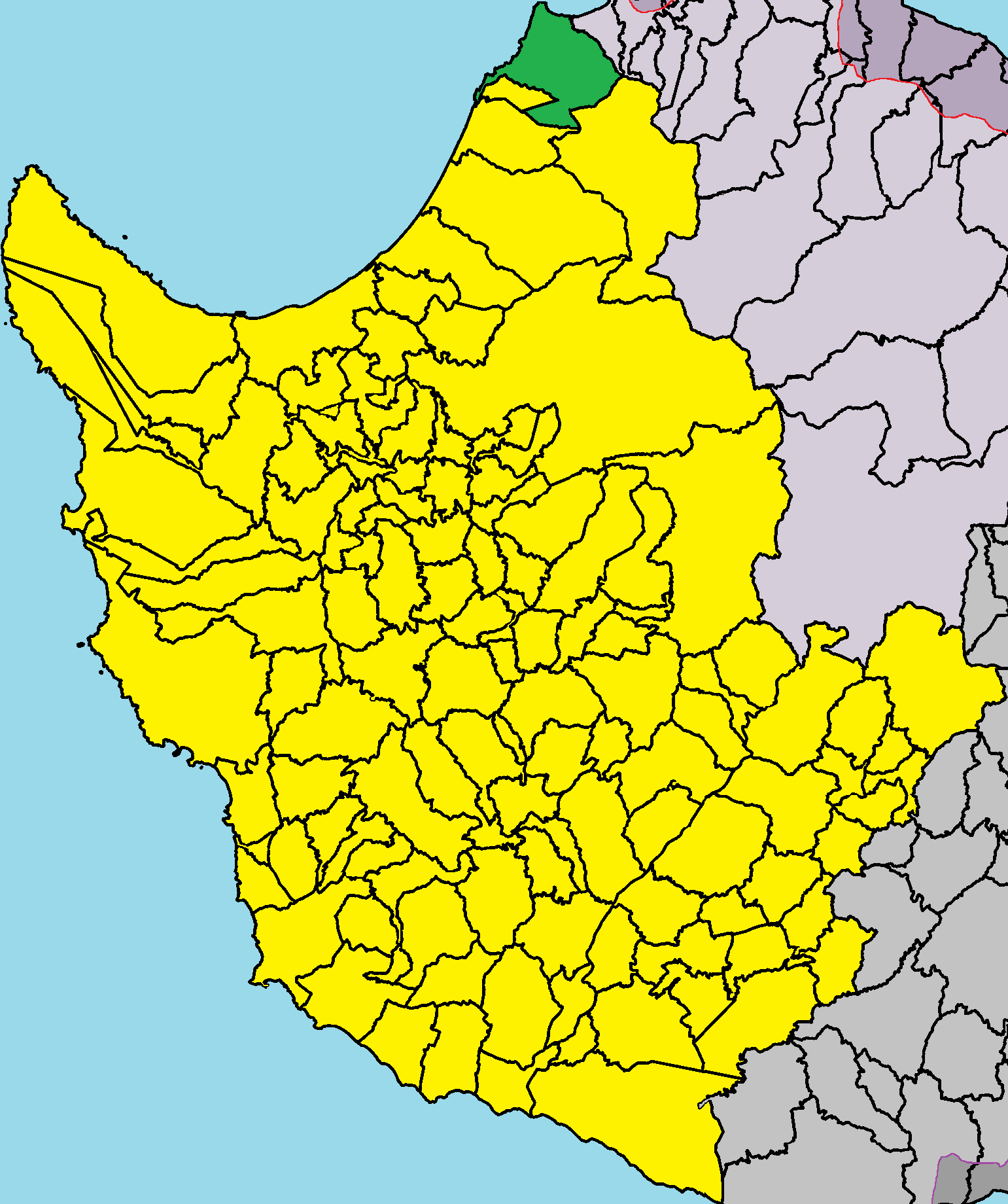
Lage im Bezirk Paphos

Pomos liegt im Nordwesten der Mittelmeerinsel Zypern auf einer Höhe von etwa 30 Metern, etwa 55 Kilometer nordöstlich von Paphos, 110 Kilometer westlich von Nikosia und 120 Kilometer nordwestlich von Limassol. Das 19,5912 Quadratkilometer große Dorf grenzt im Süden an Agia Marina Chrysochous, Nea Dimmata und Livadi und im Osten an Pachyammos. Im Norden und Westen liegt es am Mittelmeer. Das Kap im Norden wird als Kap Pomos bezeichnet. Das Dorf kann über die Straße E704 erreicht werden.
Die durchschnittliche jährliche Niederschlagsmenge beträgt rund 440 Millimeter. In der Umgebung werden Zitrusfrüchte, Bananen, Mandeln, Avocados, Walnüsse, Oliven, Hülsenfrüchte, Gemüse, Getreide und Erdnüsse angebaut. Auf den unbebauten Gebieten wächst eine vielfältige natürliche Vegetation, hauptsächlich Kiefern, Seggen und Thymian. Geologisch betrachtet wird das Gemeindegebiet von den Diabasen und Gabbros des Troodos Ophiolithic Complex und dem Synagma (sandiger kiesiger Sand aus der Zeit des Pleistozäns) dominiert.

## Geschichte
Auf dem Verwaltungsgebiet befindet sich eine archäologische Stätte aus prähistorischer Zeit, die noch nicht vollständig erforscht wurde. Es gibt auch die Theorie, dass die legendäre zypriotische antike Stadt Kallinoussa in derselben Gegend existierte, die jedoch nicht in antiken philologischen Quellen zu finden ist und deren Existenz nicht durch archäologische Forschungen gestützt wurde. Der einzige Hinweis auf die Existenz einer solchen antiken Stadt (sofern vorhanden) war der antike Name des Kaps von Pomos, den Claudius Ptolemäus Kallinousa Akra nennt. Einige alte Gelehrte (wie Archimandrite Kyprianos) identifizieren Kallinousan mit der ebenfalls antiken zyprischen Stadt Alexandria, die auf mittelalterlichen Karten als Alexandretta in der Region um Pomos markiert ist.
In der Nähe von Pomos wurde das Idol von Pomos gefunden, eine prähistorische Skulptur aus der Zeit um 3000 v. Chr., aus dem Chalkolithikum.
Auf alten Karten ist das Dorf Pomos nicht wie heute an der Küste, sondern etwas im Inselinneren vermerkt. Dasselbe ist sogar auf Karten des 19. Jahrhunderts vermerkt. Das heißt, dass sich die ursprüngliche Siedlung bis zum Ende des 19. Jahrhunderts ein oder zwei Kilometer weiter östlich, an der Stelle von Paliambela, befand.

### Bevölkerungsentwicklung
Die folgende Tabelle zeigt die Bevölkerung des Dorfes, wie sie in den in Zypern durchgeführten Volkszählungen erfasst wurde.
| Jahr      | 1881 | 1891 | 1901 | 1911 | 1921 | 1931 | 1946 | 1960 | 1976 | 1982 | 1992 | 2001 | 2011 | 2021 |
| Einwohner | 183  | 280  | 375  | 472  | 553  | 563  | 362  | 499  | 580  | 543  | 574  | 595  | 448  | 450  |